# Igreja Batista Atitude
Igreja Batista Atitude é uma megaigreja batista com sede na Barra da Tijuca, no Rio de Janeiro. É presidida pelo pastor Josué Valandro Jr. e conhecida por ser frequentada pela ex-primeira-dama do Brasil Michelle Bolsonaro.

## História
Josué Valandro Jr., após pastorear em Ipatinga, voltou ao Rio de Janeiro para liderar um pequeno grupo que se reunia numa escola pública na Barra da Tijuca. Ali nasceu em 2000 a Igreja Batista Atitude, que depois ocupou um salão de um hotel, uma casa no mesmo bairro até chegar no endereço atual: uma tenda que abriga agora um moderno templo com jogo de luzes, sistema de som de última geração e transmissão de cultos via internet.
A igreja foi conhecida como Igreja Batista Central da Barra. Segundo Valandro Jr., o nome foi alterado diante do crescimento da igreja; assim, a igreja-mãe ficou conhecida como Igreja Batista Atitude Central da Barra, enquanto as igrejas filhas seriam Igreja Batista Atitude seguido do nome da localidade. É filiada à Convenção Batista Carioca.
A Atitude é uma igreja em células, seguindo a Visão MDA, tendo alcançado mais de dez mil membros. Na música, além de ter cantores gospel como membros, seu Ministério Atitude é um dos artistas contratados da gravadora MK Music. No Carnaval do Rio de Janeiro, realiza o bloco de evangelismo Sou Cheio de Amor. A Atitude também deu origem à Rede Supere de Igrejas e à Universidade Atitude.
No dia 02 de outubro de 2023 a Atitude lançou a sua própria visão MPS - Modelo de Pastoreio Simplificado.
A Igreja Batista Atitude tem filiais em Duque de Caxias, Ilha do Governador, Nova Iguaçu, Petrópolis, Piabetá, Belo Horizonte, Brasília, São Raimundo Nonato, Vitória, além de Orlando e Vancouver.

## Membros famosos
- Michelle Bolsonaro é membro da Igreja Batista Atitude desde 2017. Fez parte do Ministério de Libras da igreja. Foi ela que apresentou Jair Bolsonaro ao pastor Valandro Jr. e ambos foram apresentados no altar da igreja várias vezes.[10] O candidato e o pastor foram denunciados cerca de 45 vezes por propaganda irregular, mas as denúncias foram arquivadas.[11] Já como presidente eleito, Bolsonaro esteve novamente no altar, onde se ajoelhou, chorou e fez agradecimentos a Deus pela vitória.[12][13][14]
- Os cantores Fernanda Brum e Emerson Pinheiro foram pastores na então Igreja Batista Central da Barra antes de abrir a Igreja Profetizando às Nações.[15]
- A cantora Liz Lanne também é membro da igreja, onde gravou um álbum.[carece de fontes?]
- André Leono, ex-calouro do Programa Raul Gil e atual artista da MK Music.[16]
- Pedro Guilherme, jogador do Flamengo e seleção brasileira faz parte da membresia, junto com a sua esposa Fernanda Nogueira.
- Castrinho é membro ativo nos cultos e ministérios da Atitude.
- Leandro Castán faz parte do corpo de membro da Igreja Batista Atitude.
- Pamela Jardim é o seu marido Márcio Carvalho são membros da Igreja Batista Atitude.
- Marquinho Gomes faz parte do corpo de membro da Igreja Batista Atitude.
- Gabriela Gomes e o seu marido, goleiro, Jordi Martins são membros da Igreja Batista Atitude.
- O cantor Geraldo Guimarães e família fazem parte do corpo de membro da Igreja Batista Atitude.